# Mapuche
Mapuche, najznačajnije i najbrojnije pleme iz grupe Araukanaca nastanjeno u Čileu (Valle Central) i Argentini. Proučavao ih je hrvatski antropolog, filolog, civilni inženjer, povjesničar, filozof, istraživač i humanist Ivan Benigar, koji je napisao rječnik njihovog jezika, i dobio nadimak  "bijelog poglavice Mapuche Indijanaca".

## Ime
Ime mapuche dolazi od riječi  'mapu'  (tierra; zemlja) i che (gente; ljudi); odnosno gente de la tierra (=narod zemlje). Naziv Mapuche u suvremeno se vrijeme koristi da označi sva ostala srodna plemena porodice Araucanian.

## Jezik
Mapuche jezik, mapudungun, član je porodice Araucanian.

## Povijest
Mapuche zauzimaju središnje područje Araukanije i to od rijeke Bío Bío na sjeveru pa na jug do iza rijeke Toltén i narod su srodan plemenima Picunche koji živ od njih na sjeveru i Huilliche, koji žive njima na jugu.  Najsnažniji među svim araukanskim plemenima, oni brane svoj teritorij od invazije bijelaca, sve do 1880-1882, kada su konačno poraženi i smješteni po malenim rezervatima nastalim na obiteljskom temelju. Znatan dio ih se iseljava i u Argentinu, gdje još imaju potomaka. Njihovim tradicionalnim agrarnim kulturama (kukuruz, grah, krumpir i quinoa), treba danas pridodati i pšenicu ječam i zob, kao i uzgoj stada konja, goveda i ovaca. Mladi Mapuči danas neprestano napuštaju svoje malene rezervate i odlaze na rad i u škole u Čileu i Argentini. Njihov broj u 21. stoljeću iznosi oko 1,400,000. 

## Život i običaji
Mapuche su bili agtrikulturan narod koji je isprva bio pod utjecajem kulture Inka, a kasnije i Španjolaca. Uz ratarstvo poznavali su i obrte kao lončarstvo, tkanje i prerađivanje kovina. Duhovna kultura bogata je mitovima i raznim fantastičnim bićima koja 'preživljavaju'  kroz usmenu predaju, a posvećene su poglavito magiji. Vjerovali su u vrhovno biće Guinechén, gospodara koji upravlja prirodnim silama i daje život ljudima i životinjama. Mitologija je naravno i pod utjecajem pristiglih Španjolaca, pa je danas više nemoguće sve razlučiti što pripada izvorno Araukancima, a što je došlo pod utjecajem Inka i Španjolaca. Tu su još Guecefü, čije porijeklo nije utvrđeno, i kojemu su se priređivali zastrašujući magijski obredi. Bog Pillan, bio je uzročnik raznih katastrofa, kao što su poplave i vulkanske erupcije. Mapuči poznaju i cijeli niz raznih čudovišta iz pučkih priča. Tu treba spomenuti ljudoždersku sipu poznatu kao Cuero, sipu Trelquehuecuve, vrstu cuera koji se sunča na obalama i ubija sve što joj se približi. Huecú je još jedna vrsta sipe, što u njihovim pričama živi u jezerima, te odvlači ljude u dubinu i proždire. ostala bića iz mašte su Huallepén, vodozemac s telećom glavom; Camahueto, divovski morski konjic Chilote Indijanaca; Chonchon, čudovište oblika ljudske glave, dugih ušiju, koji po noći oblijeće oko kuća bolesnika. Njegov krik znak je smrti.
Šamanski obredi provodili su se javno, a šamanizam je duboko ukorijenjen među njima. Šaman je upućen u stvari kao što je liječenje bolesti i dozivanje kiše. 
Kao uzrok bolesti navodi se ili opsjednutost kakvim zloduhom ili prodorom stranog tijela, što može dovesti do gubitka duše. Šaman je u vezi s nadnaravnim bićima koji mu daje snagu da otjera zlog duha, a može mu pomoći u duh nekog mrtvog šamana.
Šaman Araukanaca skloni su zanosu, danas su to dosta često žene, a kao i kod sibirskih Čukča ili sjevernoameričkih Illinoisa, šaman-machi, bio je homoseksualac koji je mogao imati i muža. Prilikom posvećenja šamana, i učitelji i neofiti bosonogi gaze po vatri bez ikakvih tragova opeklina, a prema Rosalesu u  'Historia general del regno de Chile' , u svesku i na 168 stranici se navodi kako učitelj probada neofita štapom koji mu izlazi kroz hrptenicu, bez tragova boli i krvi. Nešto slično nalazimo i kod derviša (vidi  Arhivirana inačica izvorne stranice od 20. ožujka 2007. (Wayback Machine)), koji se za vrijeme transa bez tragova boli i krvi probadaju noževima i drugim oštrim predmetima.
Tradicionalna Mapuche-kuća je ruca ili ruka (vidi  Arhivirana inačica izvorne stranice od 25. studenoga 2007. (Wayback Machine)), drvena koliba prekrivena slamom, u španjolsko doba, bijahu dosta udaljene jedna od drugih, no kasnije zbog ratnih uzroka počinju stvarati manja sela, okružena i zaštićena palisadama. U stara vremena tradicionalna odjeća je vunena chamal za muškarce i küpam ili quipan za žene, crne tunike kojim se opaše tijelo. Küpam Mapučkinje iznad jednog ramena pričvrste iglom, prolazi ispod drugog ramena i visi do stopala. Ramena su prekrivena šalom i na prsima pričvršćen srebrnim tupu-om (vidi), iglom za pričvršćivanje šala. Srebrni ornamenti su veoma omiljeni kod žena, napose prilikom raznih festivala. 
U analizi čilskih vrsta obitelji, razlikuje se četiri vrste: mapucheanska, hrvatska, židovska i europljanska.

## Vanjske poveznice
- Portal Mapuche  Arhivirana inačica izvorne stranice od 23. lipnja 2007. (Wayback Machine)
- The Mapuche People  Arhivirana inačica izvorne stranice od 11. siječnja 2012. (Wayback Machine)
- The Mapuche Nation
- Mapuche
- The Mapuche and the Chilean media